# Melecta obscura
Melecta obscura là một loài Hymenoptera trong họ Apidae. Loài này được Friese mô tả khoa học năm 1895.